# Robert Stanley Barton
Robert Stanley "Bob" Barton (New Britain (Connecticut), 13 de fevereiro de 1925 — Portland, 28 de janeiro de 2009) foi um engenheiro estadunidense.